# Cinnamomum camphora
L'albero della canfora o canforo (Cinnamomum camphora (L.) J. Presl, 1825) è un grande albero della famiglia delle Lauracee, originario dell'Asia orientale.

## Descrizione
Grande albero sempreverde che può vivere per più di mille anni. Il fusto può raggiungere i 40/50 m di altezza. Le foglie sono lanceolate, coriacee, spesse, persistenti. Fiori bianchi, a perianzio di due verticilli caduco; androceo di quattro verticilli; gineceo monocarpellare; frutto a drupa nera.

## Distribuzione e habitat
Cinnamomum camphora è nativa di Corea, Giappone e Taiwan.

## Usi
La canfora (camphora) viene ottenuta mediante distillazione in corrente di vapore del legno ridotto a schegge e raffinata per sublimazione. Ha aspetto di cristalli bianchi con odore caratteristico poco solubili in acqua ma molto in alcool, cloroformio, etere. Una successiva distillazione produce l'olio bianco di canfora, bruno e blu.
L'olio essenziale è utilizzato come antitarme, ma anche come fluidificante delle secrezioni bronchiali, spasmolitico bronchiale e possibile antireumatico.

## Esemplari notevoli

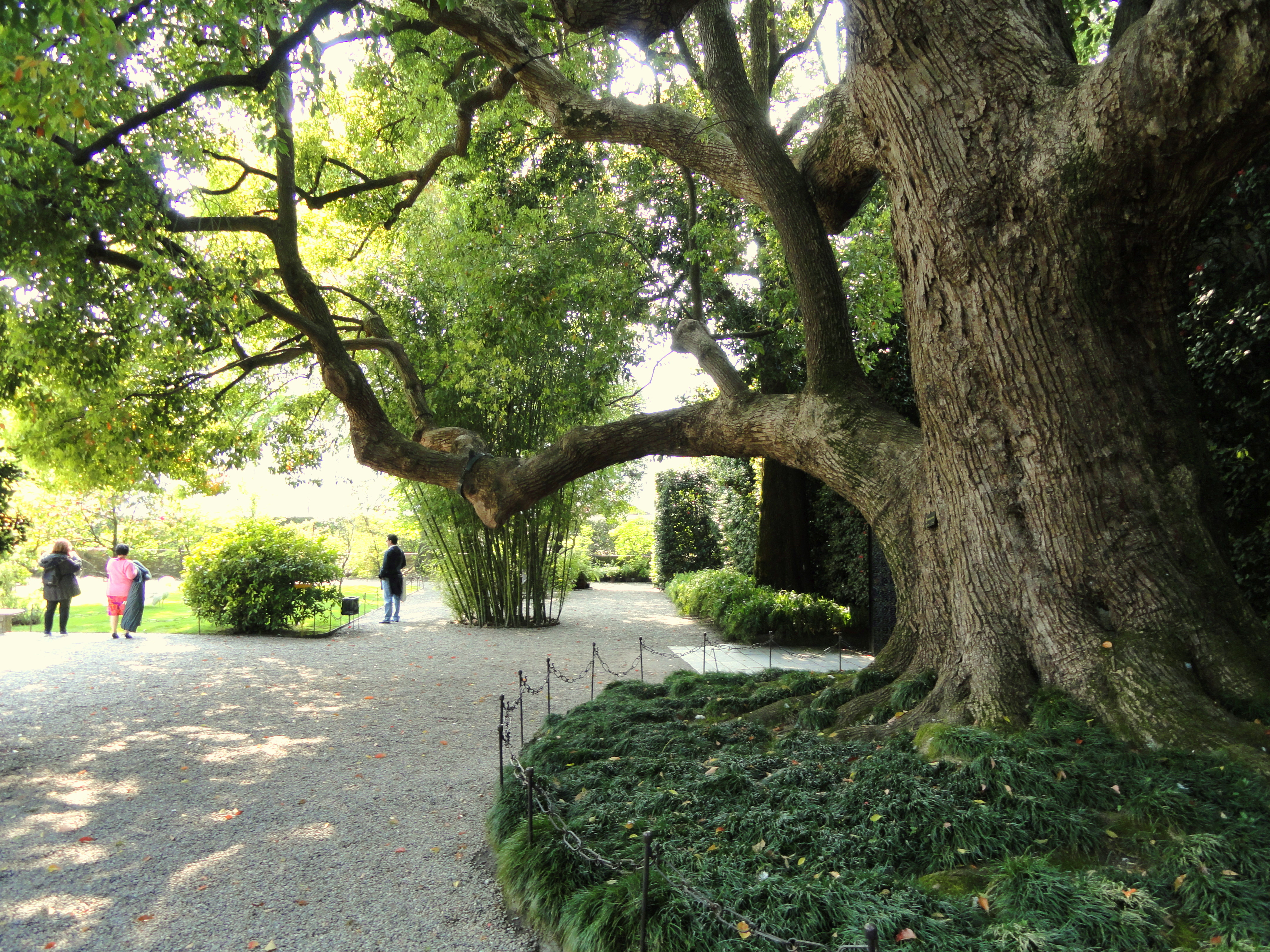
Esemplare di albero di canfora impiantato nel 1819 nei giardini di palazzo Borromeo all'Isola Bella

Un albero di canfora è stato impiantato nel 1819 dal conte Giberto V Borromeo Arese nei giardini del palazzo Borromeo sull'Isola Bella (comune di Stresa), sul Lago Maggiore. Nel 1907 aveva 4,30 m di circonferenza del tronco alla base e un'altezza di 24 m, mentre la chioma raggiungeva un diametro di 16 m, mentre secondo gli elenchi stilati dal Corpo forestale dello Stato ha raggiunto in seguito una circonferenza del tronco di 5,8 m per un'altezza di 17 m. L'albero è citato in Piccolo mondo antico, il romanzo di Antonio Fogazzaro, dove viene ammirato dallo zio di Luisa nel corso di una visita ai giardini del palazzo.

## Galleria d'immagini

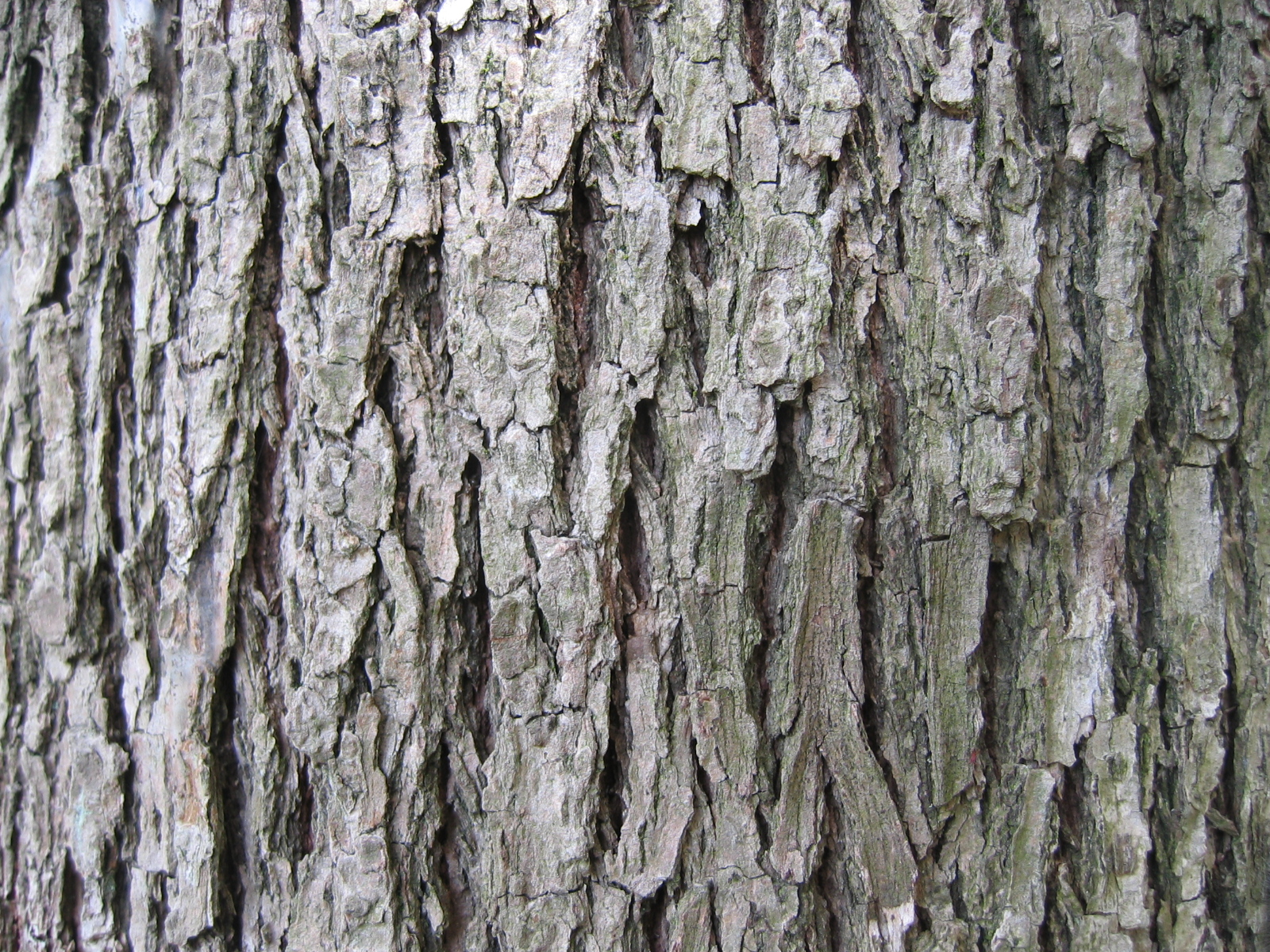
Tronco di Cinnamomum camphora
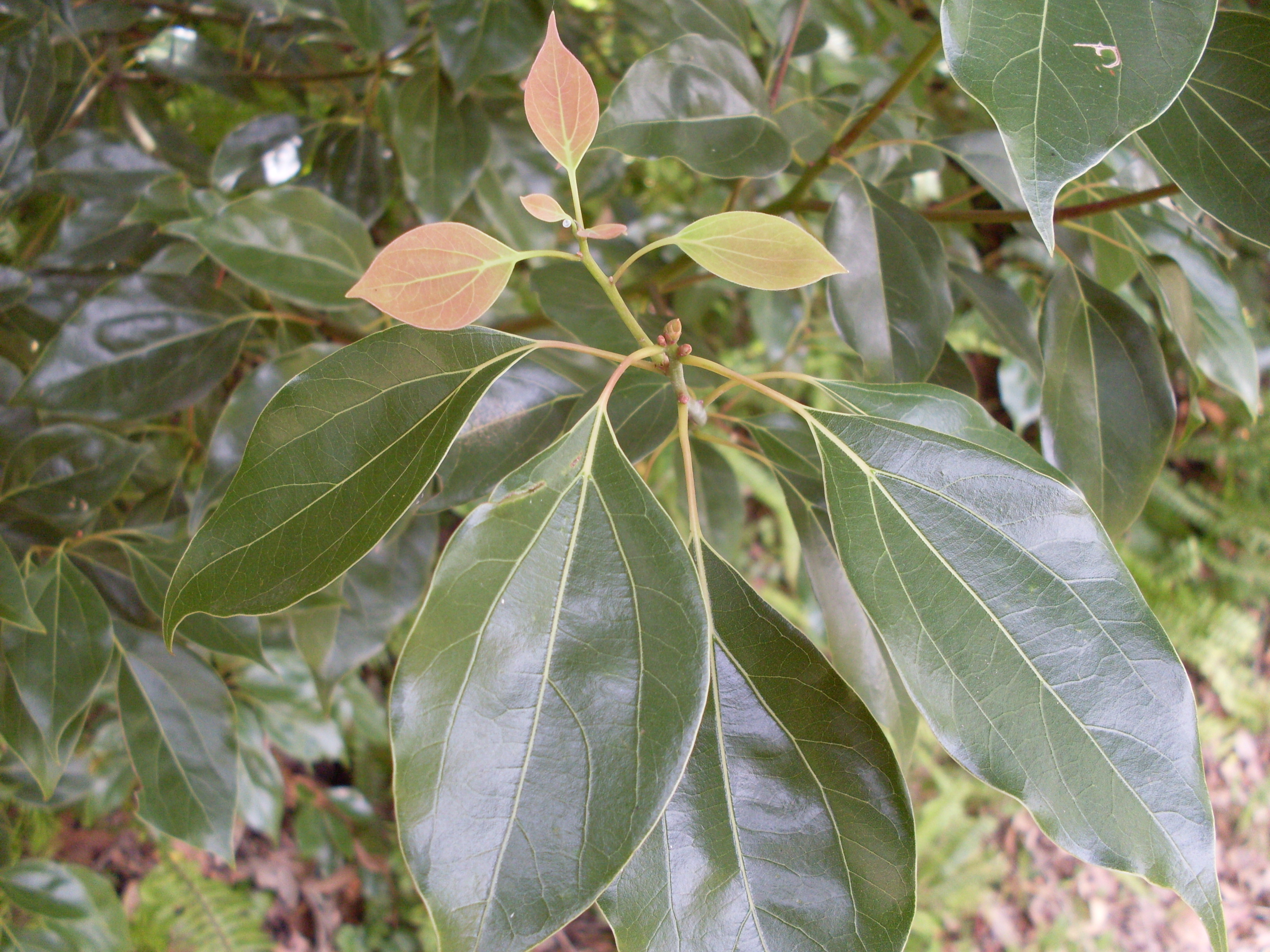
Le foglie nuove sono più rosse mentre quelle meno recenti verde scuro
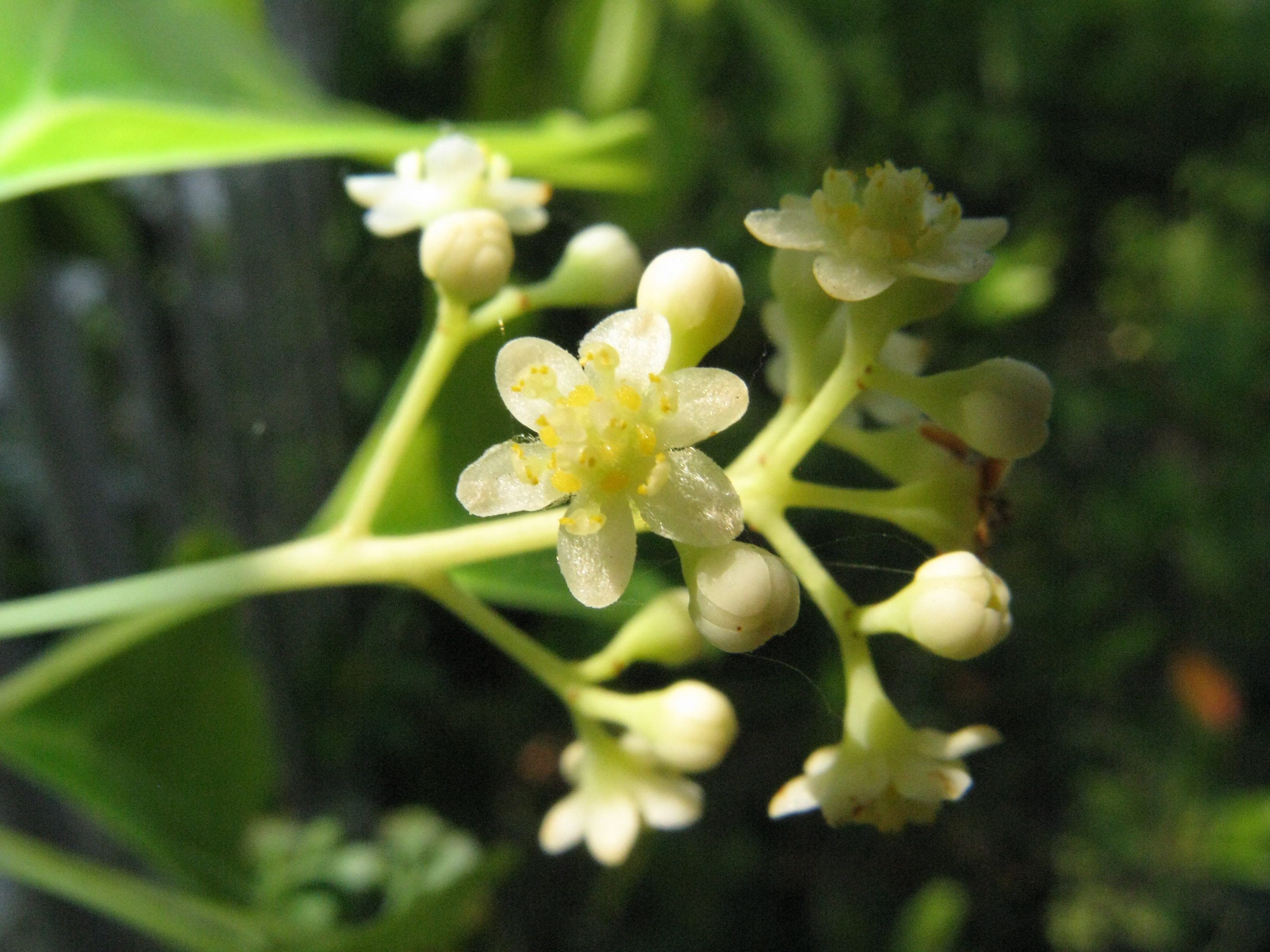
I fiori sono piccoli a petali bianchi
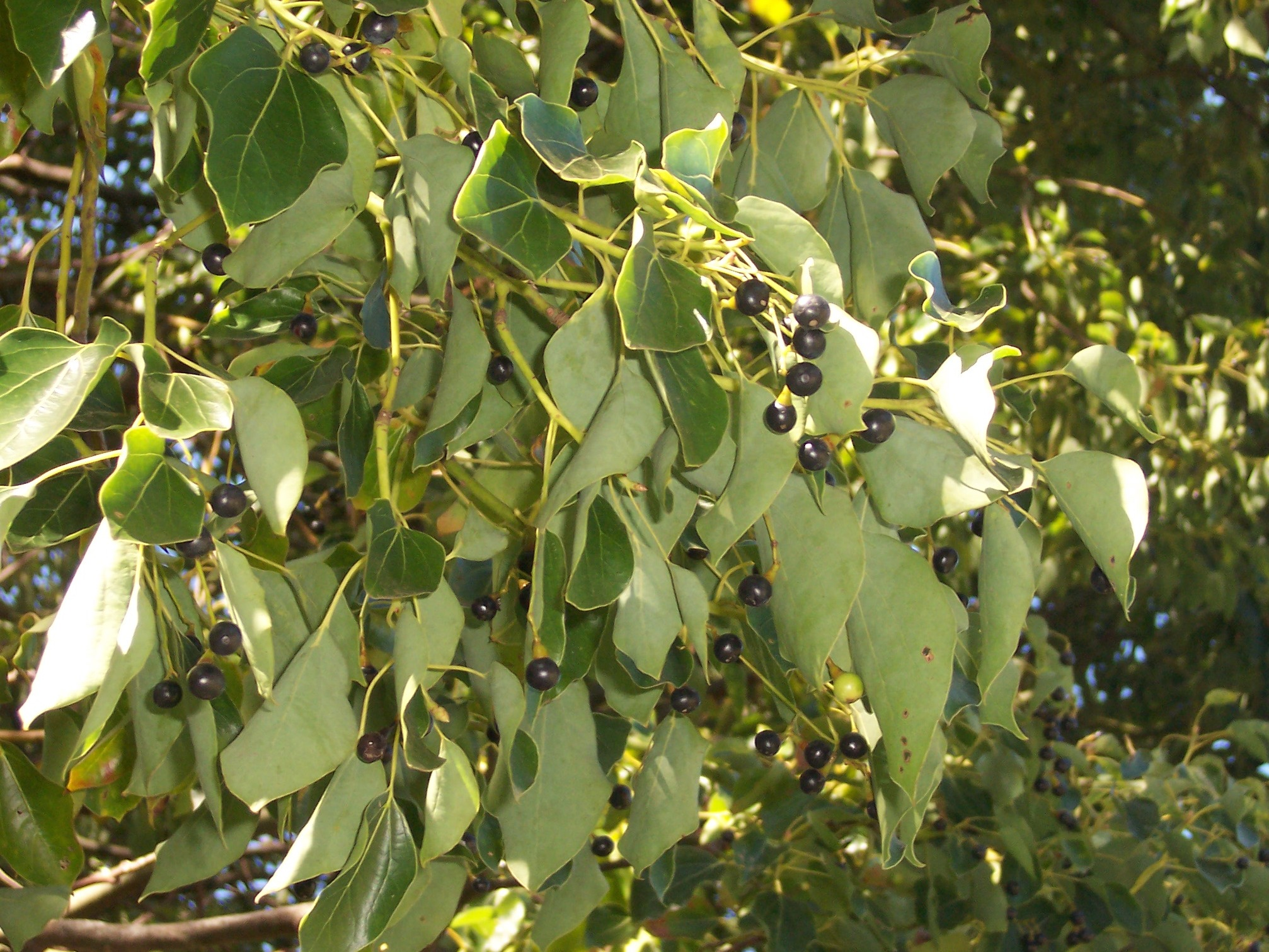
le bacche maturando da verdi diventano nere
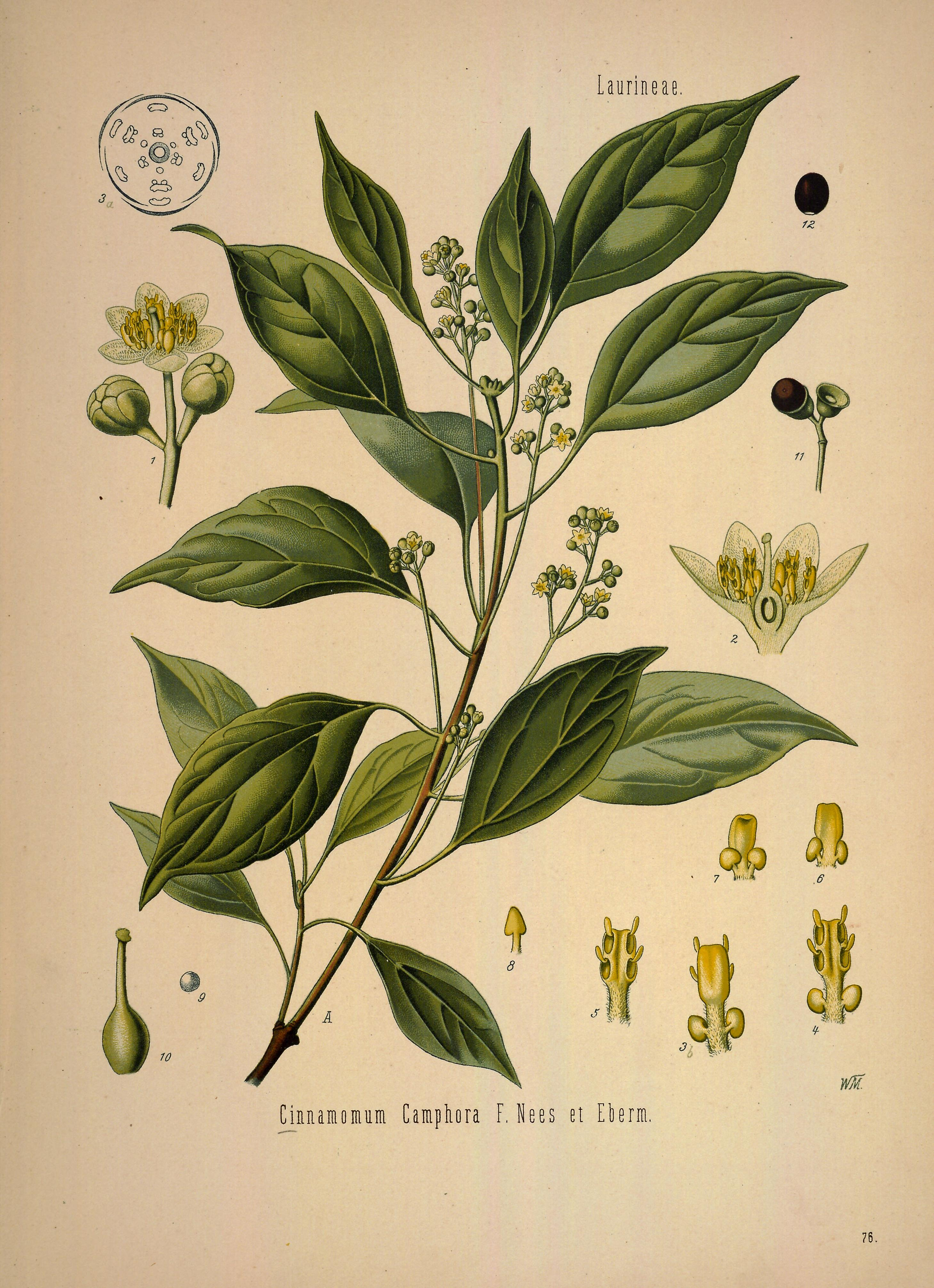
scheda botanica della pianta
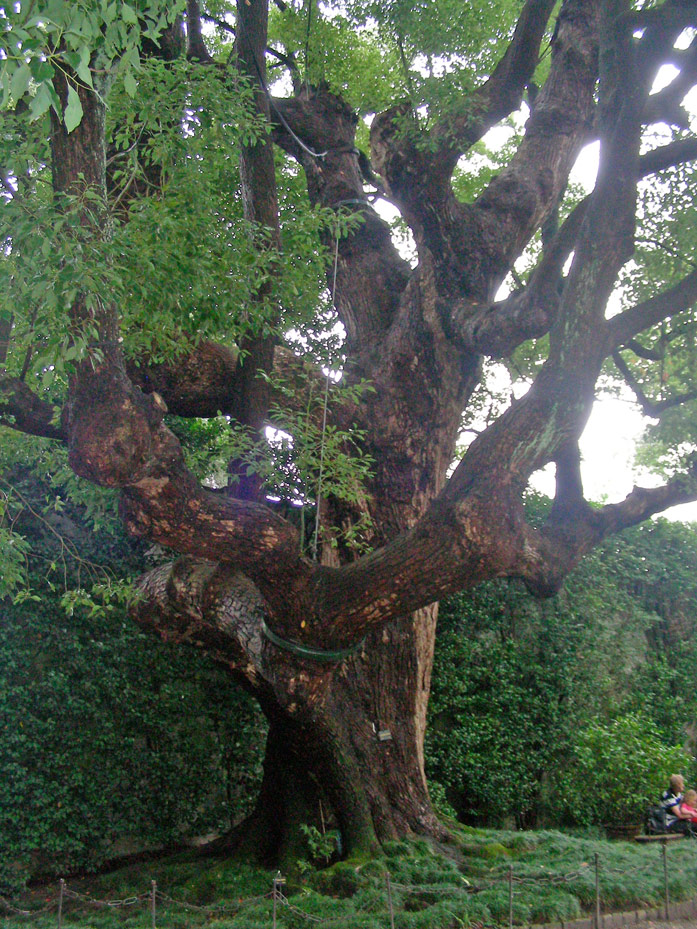
Esemplare impiantato nel 1819 nei giardini di palazzo Borromeo sull'Isola Bella
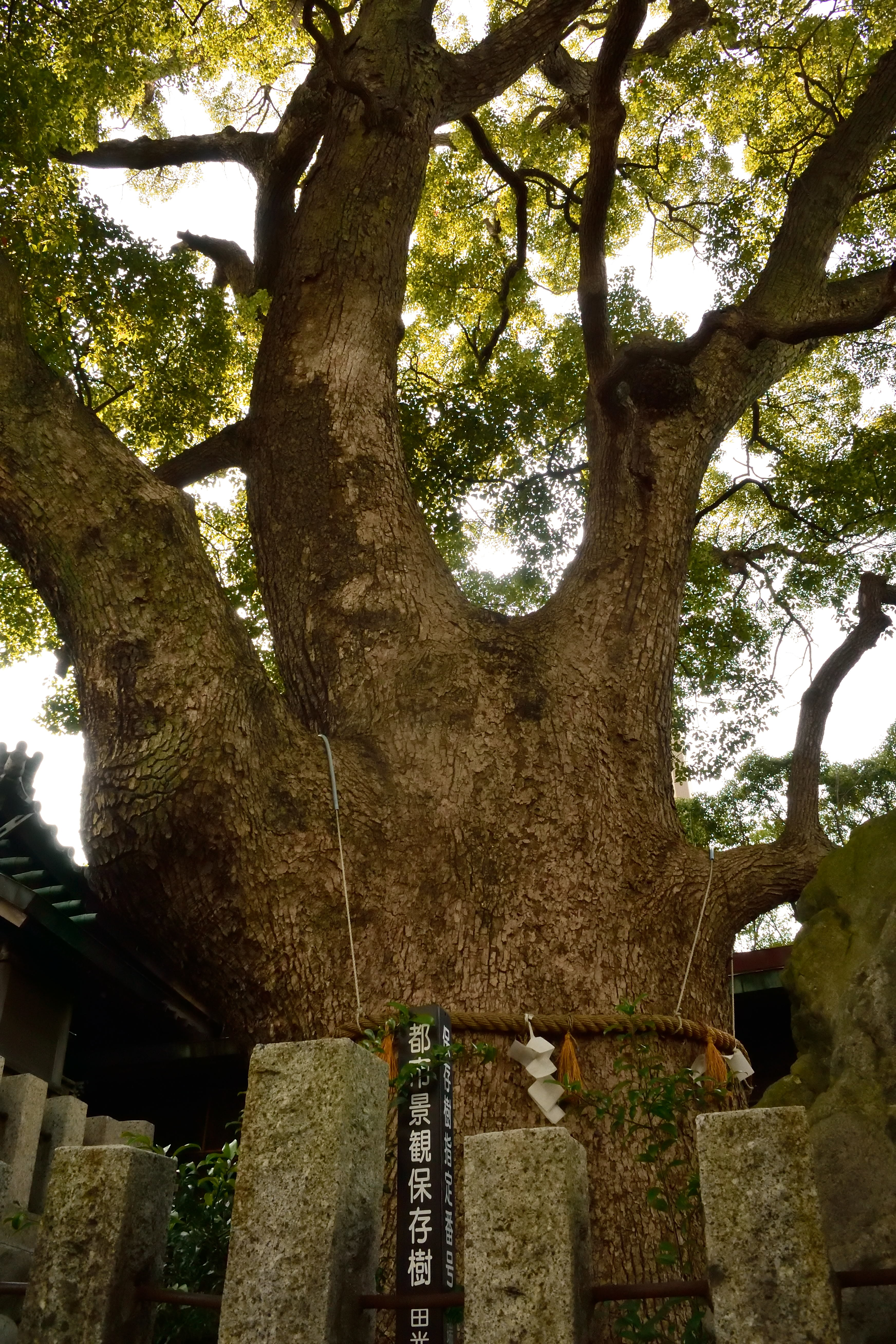
In giappone i tronchi di queste piante, poste in prossimità dei luoghi di culto, vengono tuttora cinti con corde (con strisce di carta) secondo tradizione shintoista
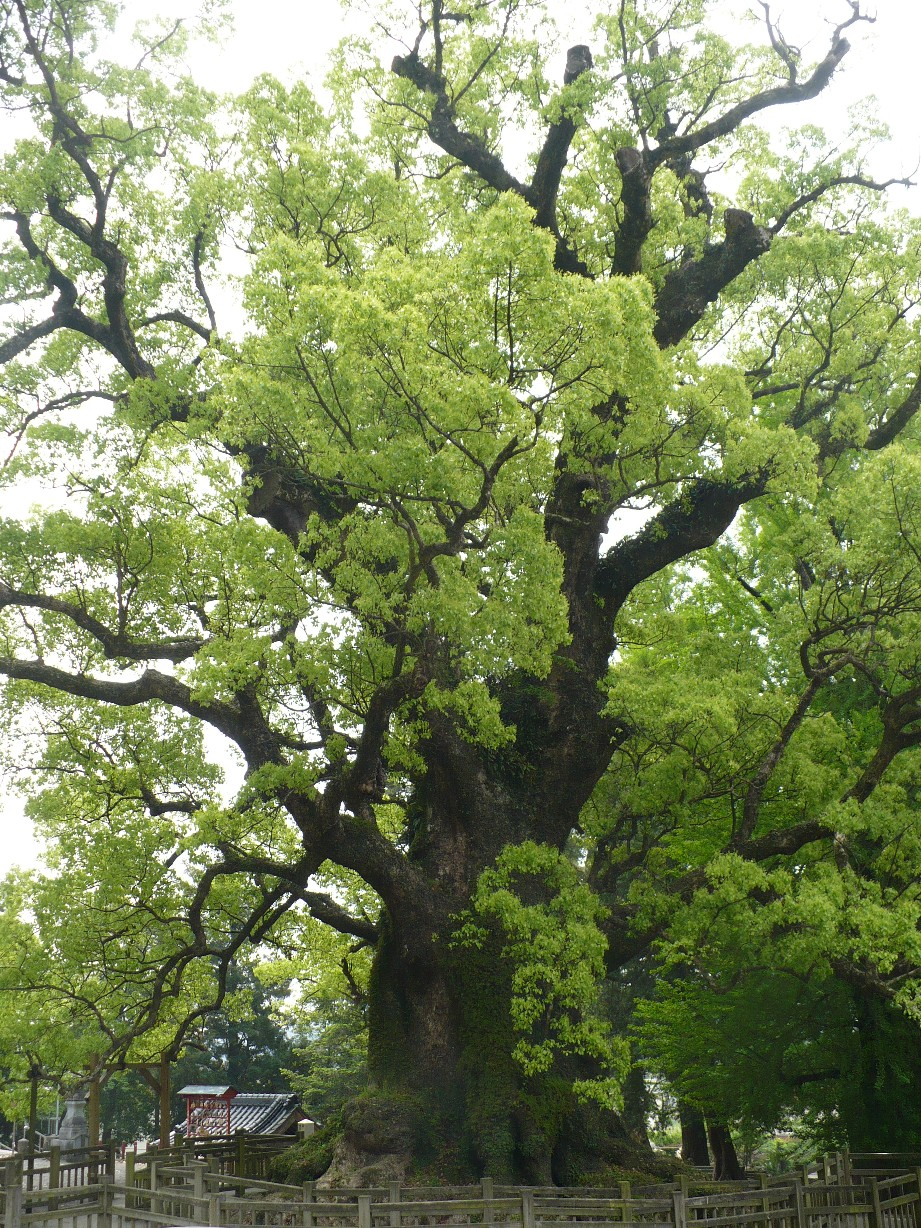
Il più grande esemplare del Giappone, presso il tempio scintoista di Kamo hachiman